# Plouguiel
Plouguiel település Franciaországban, Côtes-d’Armor megyében. Lakosainak száma 1745 fő (2022. január 1.). Plouguiel Camlez, Tréguier, Minihy-Tréguier, Penvénan és Plougrescant községekkel határos.

## Népesség
A település népességének változása:
| Lakosok száma | 2017 | 2022 | 2056 | 1990 | 1792 | 1777 | 1760 | 1733 | 1744 | 1745 |
|               | 1968 | 1982 | 1990 | 2006 | 2013 | 2015 | 2017 | 2019 | 2020 | 2022 |